# Žavinac Veli
Žavinac Veli je nenaseljeni otočić uz hrvatsku jadransku obalu između Pakoštana i Draga. Od obale je udaljen oko 400 metara, a najbliži otok mu je Žavinac Mali, oko 200 metara sjeverozapadno.
Površina otoka je 27.721 m2, duljina obalne crte 675 m, a visina 17 metara.

## Vanjske poveznice
|  | Zajednički poslužitelj ima još gradiva o temi Žavinac Veli |